# PGC 52184
LEDA/PGC 52184 oder LEDA/PGC 99843 ist eine isolierte Galaxie im Sternbild Drache am Nordsternhimmel. Sie ist schätzungsweise 936 Millionen Lichtjahre von der Milchstraße entfernt und hat einen Durchmesser von etwa 270.000 Lichtjahren. Vom Sonnensystem aus entfernt sich das Objekt mit einer errechneten Radialgeschwindigkeit von näherungsweise 20.800 Kilometern pro Sekunde.
Im selben Himmelsareal befinden sich unter anderen PGC 52091, PGC 52128, PGC 52202, PGC 2588816.